# Јелена Танасковић
Јелена Танасковић (Београд, 9. август 1976) српски је економиста и политичар. Стручњак је за финансијске послове. Од маја 2024. године је в.д. генералног директора "Инфраструктура железнице Србије а.д.", а претходно је од 2022. до 2024. године била министар пољопривреде, шумарства и водопривреде у трећем кабинету Ане Брнабић.
Обављала је посао државног секретара у Министарству финансија од 2018. године, док је 2020. године именована за државну секретарку у Министарству заштите животне средине. Члан је Српске напредне странке (СНС).

## Образовање
Основну и средњу школу, као и основне студије економије завршила је у Београду где је стекла звање дипломираног економисте - извршно управљање.
Течно говори енглески језик.

## Професионална каријера
Радну каријеру започела је 2003. године у приватној спољнотрговинској фирми у сектору за финансије, где је до 2005. обављала послове финансијског контролора.
Након тога, 2005. године одлази у банкарски сектор где проводи 10 година у фирми за откуп краткорочних потраживања при НЛБ банци. Радила је на пословима факторинга и то на позицијама аналитичара у ризицима, риск – менаџера, финансијског директора и заменика директора. Након успешних обука из области факторинга, 2010. године именована је за генералног директора фирме за послове факторинга унутар НЛБ групе, иначе првом предузећу које је основано за послове из ове области. Са својим тимом поставила је основе за даљи развој факторинга у Србији.

## Политичка каријера
За градског секретара за финансије  у Градској управи града Београда именована је 2017. године.
У јуну 2018. године постављена је на место државне секретарке у Министарству финансија задужене за Сектор буџета, Сектор за макроекономске и фискалне анализе и пројекције, Сектор за финансијски систем, Сектор за контролу јавних средстава и Сектор за фискалне ризике, као и Управу за трезор, Управу за јавни дуг и Пореску управу.
За државну секретарку у Министарству заштите животне средине задужену за капиталне пројекте, финансије и међународну сарадњу именована је 2020. године.
Исте године, у јулу, именована је за члана Извршног одбора Дунав осигурања, након чега је именована и за члана Надзорног одбора те компаније задуженог за финансије.
Била је и координатор за кластер 4 поглавља 27 – зелена агенда и одрживо повезивање.

## Приватан живот
Удата је и мајка је двоје деце, Маше и Луке.